# Cantón de Douvres-la-Délivrande
El cantón de Douvres-la-Délivrande era una división administrativa francesa, que estaba situada en el departamento de Calvados y la región de Baja Normandía.

## Composición
El cantón estaba formado por diez comunas:
- Bernières-sur-Mer
- Cresserons
- Douvres-la-Délivrande
- Hermanville-sur-Mer
- Langrune-sur-Mer
- Lion-sur-Mer
- Luc-sur-Mer
- Mathieu
- Plumetot
- Saint-Aubin-sur-Mer

## Supresión del cantón de Douvres-la-Délivrande
En aplicación del Decreto nº 2014-160 de 17 de febrero de 2014, el cantón de Douvres-la-Délivrande fue suprimido el 22 de marzo de 2015 y sus 10 comunas pasaron a formar parte; siete del nuevo cantón de Courseulles-sur-Mer y tres del nuevo cantón de Ouistreham.